# Banco Agrícola de la República Dominicana
El Banco Agrícola de la República Dominicana (abreviado Bagrícola) es una institución financiera estatal creada con el objetivo de promover el desarrollo del sector agropecuario en el país mediante el otorgamiento de créditos y la implementación de programas de apoyo productivo. Es un banco especializado, dependiente del Estado dominicano, cuya labor se centra en facilitar recursos financieros a productores agrícolas, ganaderos y agroindustriales, bajo condiciones que buscan fomentar la producción nacional.

## Historia
El Banco Agrícola fue creado mediante la Ley No. 908 del 1 de junio de 1945, bajo el nombre de Banco Agrícola e Hipotecario. Su creación se produjo en un momento de reorganización institucional del sistema financiero dominicano, en el cual se buscaba establecer organismos especializados que canalizaran recursos hacia sectores estratégicos de la economía. En tal sentido, se convirtió en la segunda entidad bancaria creada en el país, luego del Banco de Reservas de la República Dominicana, fundado en 1941. Su función inicial consistía en ofrecer financiamiento para actividades agropecuarias y operaciones hipotecarias destinadas a la adquisición de tierras y al desarrollo rural.
Con la promulgación de la Ley Monetaria y la fundación del Banco Central de la República Dominicana en 1948, se produjo una reestructuración del marco financiero nacional. En ese proceso, la institución cambió su denominación a Banco Agrícola e Industrial, a fin de reflejar la diversificación de sus operaciones, que incluían no solo créditos agrícolas e hipotecarios, sino también financiamientos dirigidos a proyectos industriales y a la transformación de productos del campo.
Durante los años cincuenta y principios de los sesenta, el banco amplió progresivamente su presencia en diferentes regiones del país. Este crecimiento permitió a la entidad ofrecer sus servicios de crédito a un mayor número de productores agrícolas y ganaderos, apoyando tanto cultivos tradicionales como nuevas actividades productivas vinculadas al desarrollo rural. El fortalecimiento de su cartera crediticia y la extensión de sus oficinas lo posicionaron como un organismo de importante dentro de la política económica de apoyo al campo.
Mediante la Ley No. 3827 del 23 de febrero de 1962, la institución adoptó el nombre de Banco Agrícola de la República Dominicana, dicha denominación la conserva hasta la actualidad. El cambio respondió a la necesidad de precisar su misión como entidad especializada en el financiamiento de actividades agropecuarias, en un momento en que ya había alcanzado cobertura nacional y se encontraba desempeñando un rol destacado en la expansión de los principales rubros agrícolas del país, como el arroz, el café, el cacao y la caña de azúcar.